# Distretto dei laghi
Il distretto dei laghi o terra dei laghi (in turco: Göller Yöresi)  è un'area con una serie di laghi tettonici poco profondi all'interno delle pieghe delle montagne del Tauro nell'Anatolia sudoccidentale, in Turchia.

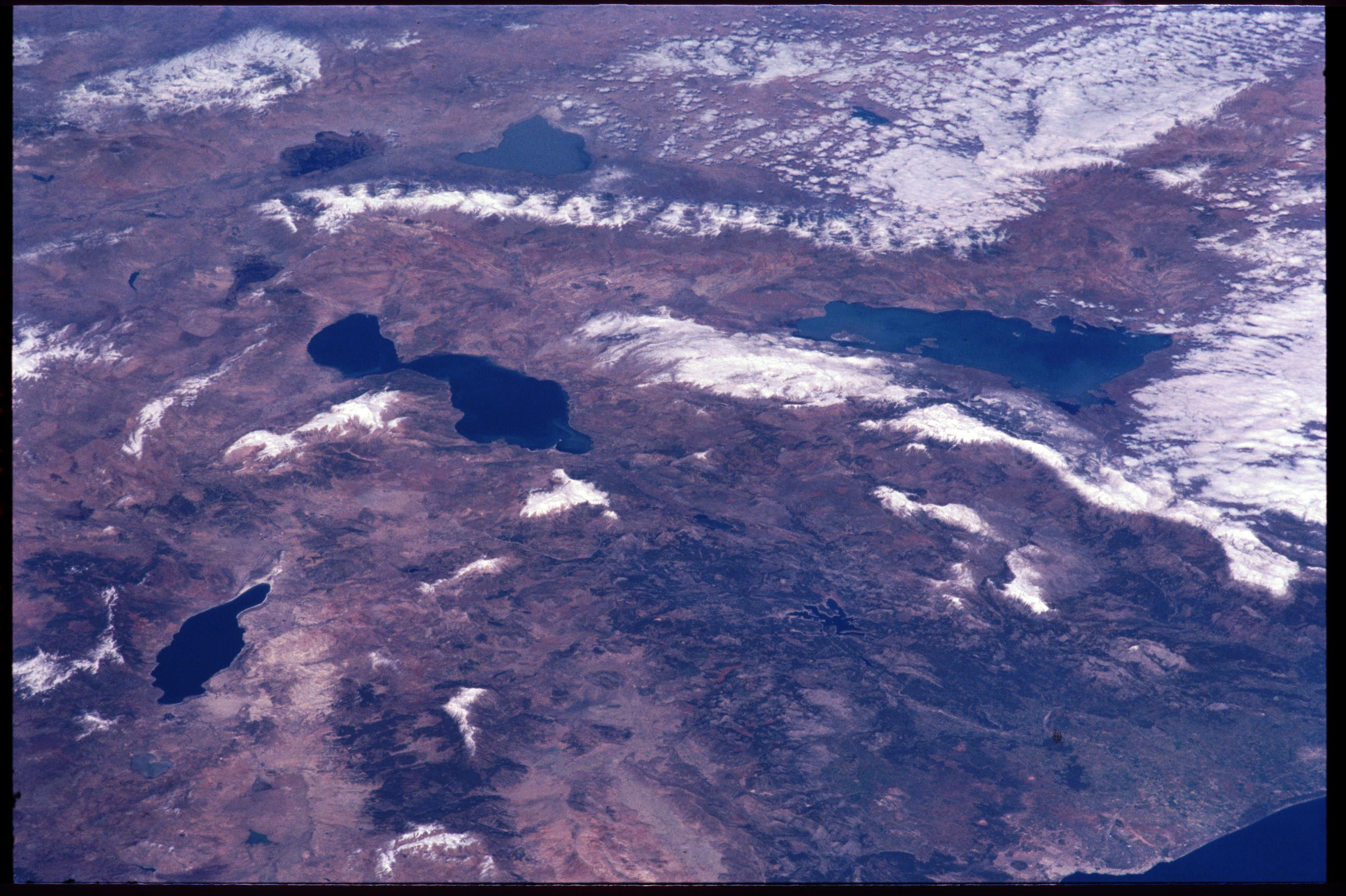
Immagine della regione dei laghi turchi dalla Stazione Spaziale Internazionale

I laghi principali sono (in parentesi il nome storico o quello alternativo turco): Acıgöl (Sanaos), Akşehir (Philomela), Beyşehir (Koralis), Burdur (Ascanius), Eğirdir (Akrotiri), e quelli più piccoli sono Akgöl, Çavuşçu (Ilgın), Eber, Işıklı (Çivril), Karamık, Karataş, Kovada, Salda (Aulindenos), Suğla (Trogitis) e Yarışlı.